# Jim Croce
Pour les articles homonymes, voir Jim et Croce.
James Joseph Croce est un chanteur, compositeur et guitariste américain de folk rock, né le 10 janvier 1943 à Philadelphie aux États-Unis, et mort le 20 septembre 1973.

## Biographie
Jim Croce fit ses études à l’université de Villanova (Pennsylvanie). Il y forma plusieurs groupes, puis forma un duo avec sa femme, Ingrid, dans les années 1960. Ils interprétaient en particulier des chansons de Joan Baez et de Woody Guthrie, ainsi que des compositions de Jim Croce qui devinrent des hits dans les années 1970. Il composait et interprétait des chansons de folk, blues et country. Le succès tardant à venir, Jim Croce devint chauffeur de camion tout en continuant de jouer dans des bars.
Jim Croce signa un contrat de trois ans en 1970 avec ABC Records et son premier album sous ce label, You Don't Mess Around with Jim, fut un énorme succès aux États-Unis. La chanson-titre ainsi que les singles Operator (That's Not The Way It Feels), Time in a Bottle et Bad, Bad Leroy Brown eurent beaucoup de succès et le dernier cité fut numéro un en 1973 (deux millions de disques vendus). Jim Croce y était, entre autres, accompagné par un autre guitariste, Maury Muehleisen.
Jim Croce connut une fin tragique dans un accident d’avion le 20 septembre 1973 en Louisiane, deux mois avant la sortie de son dernier album I Got a Name.

## Discographie

### Albums studio
- Facets (1966) (ré-édité en 2003 avec des chansons inédites)
- Jim & Ingrid Croce (avec Ingrid Croce) (1969)
- You Don't Mess Around with Jim (1972)
- Life and Times (1973)
- I Got a Name (1973)

### Compilation
- Photographs & Memories: His Greatest Hits (1974)

D'autres compilations, comportant parfois des chansons inédites, ont suivi depuis.

## Postérité et hommages
L'album Powerful people de Gino Vannelli (1974) se clôt par un hommage au récemment disparu, « poor happy Jimmy ».
En 2012, sa chanson I Got a Name fait partie de la bande originale du film Django Unchained de Quentin Tarantino.
En 2014, sa chanson Time in a Bottle fait partie de la bande originale du film X-Men: Days of Future Past.
En 2014, sa chanson Operator est utilisée dans la saison 1 (épisode 1) de la série « Transparent » réalisée par Jill Soloway.
En 2016, la chanteuse Geri Halliwell reprend le titre I got a name dans son quatrième album Man on the mountain.
En 2016, un extrait du titre Time in a Bottle est utilisé dans un spot publicitaire pour la marque Apple.
En 2016, sa chanson Operator (That's not the way it feels) est utilisée dans l'épisode 2 de la saison 1 de la série The OA créée par Zal Batmanglij et Brit Marling.
En 2017, sa chanson I Got a Name fait partie de la bande originale du film Logan de James Mangold.
En 2017, sa chanson You Don't Mess Around with Jim fait partie de la bande originale de la saison 2 (épisode 3) de la série Stranger Things et de la bande originale de la saison 3 (épisode 2).
En 2024, sa chanson Time in a bottle est utilisé à la fin de l'épisode 7 de la série Agatha all along.
À la fin de l'année 2024, le chanteur Robbie Williams utilise un sample de la chanson I got a name pour la sortie du titre Forbidden road issu de la bande originale de son film Better Man.